# Lee Yoo-ri
Lee Yoo-ri (28 gennaio 1980) è un'attrice sudcoreana.

## Biografia
Nata il 28 gennaio 1980, Lee Yoo-ri intraprende la carriera di attrice nel 2001. Nel 2019 partecipa al drama Bom-i ona Bom, mentre nel 2020 a Geojinmar-ui geojinmal.